# Stephan Fillitz
Stephan Fillitz (* 30. September 1950 in Wien) ist ein österreichischer Bildhauer, Licht- und Installationskünstler und Designer.

## Leben und Werk
Stephan Fillitz absolvierte nach der Allgemein bildenden höheren Schule und nach einem Aufenthalt in Rom eine Ausbildung zum Goldschmied (1966–1973) bei Sven Boltenstern in Wien sowie in der Schweiz. 1972, 1974 und 1976 besuchte er die Salzburger Sommerakademie bei Francesco Somaini und Ralph Brown. Von 1973 bis 1977 studierte Fillitz an der Akademie der bildenden Künste Wien Bildhauerei bei Fritz Wotruba.
Seit 1983 hatte er einen Lehrauftrag an der Hochschule für angewandte Kunst Wien inne, ab 1989 war er Assistent von Georg Baselitz und Arnulf Rainer. Von 2000 bis 2015 war er an der Universität für angewandte Kunst Wien außerordentlicher Universitäts-Professor für Produktgestaltung. 
Fillitz erhielt mehrere Auszeichnungen und gewann unter anderem 2002 den Wettbewerb der Urania in Wien, für die er die Skulptur „Universum“ schuf, die sich auf der Attika des Gebäudes befindet.
Arbeiten von Fillitz befinden sich in österreichischen und internationalen Museen und Privatsammlungen.
Fillitz lebt und arbeitet in Wien, Italien und in der Schweiz.

## Auszeichnungen (Auswahl)

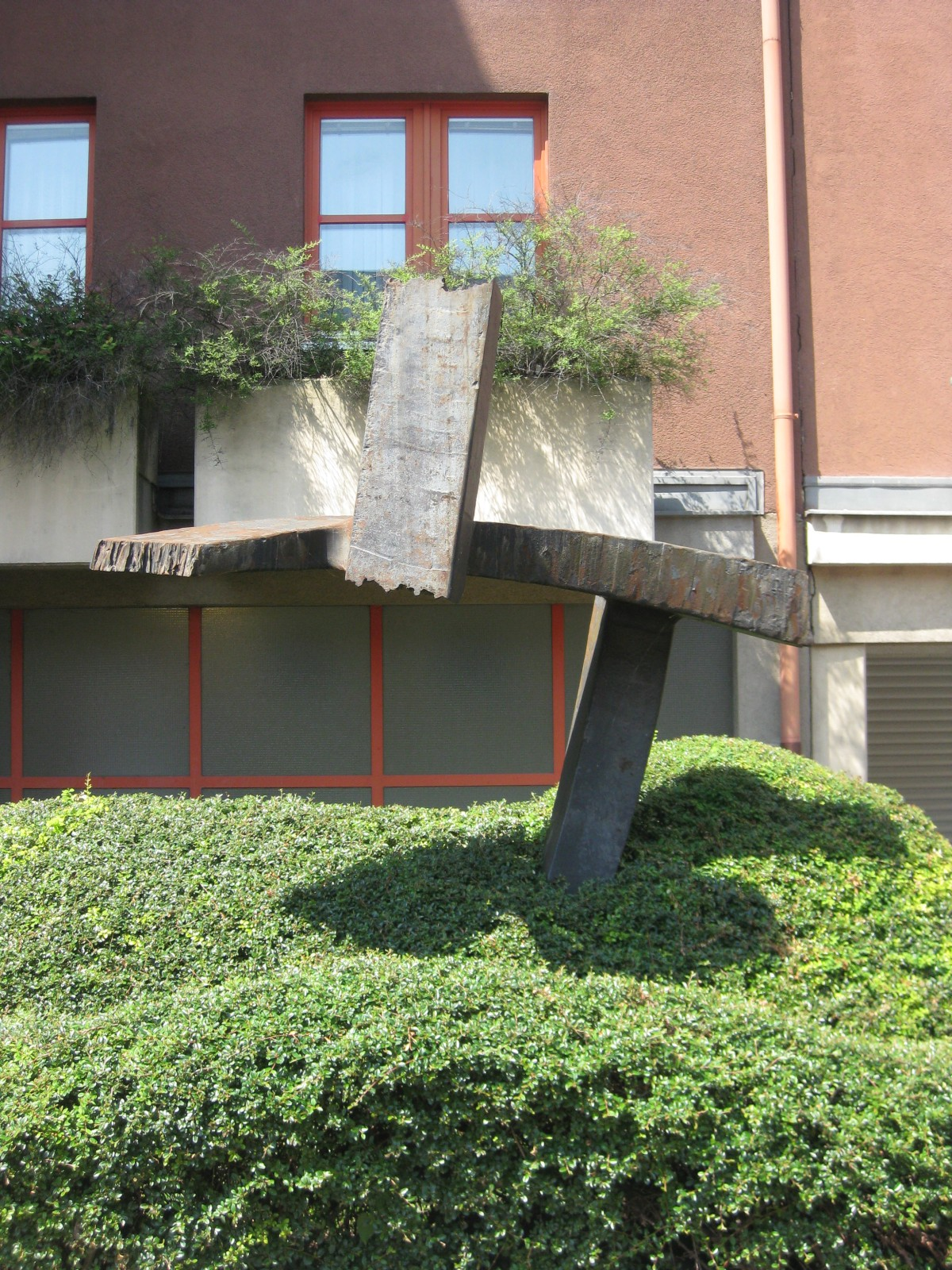
Eisenplastik von Stephan Fillitz in Wien, 1982

- 1972, 1974, 1976: Ehrenpreis der Stadt Salzburg für Bildhauserei[2]
- 1977: Anerkennungspreis der Akademie der Bildenden Künste Wien[2]
- 1986: Preis für Großplastik bei den Wiener Festwochen[2]

## Ausstellungen (Auswahl)
- 1986: 14. Biennale Internazionale del Bronzetto Piccola Scultura 1986, Padua
- 1996: Österreichische Galerie Belvedere – Atelier im Augarten, Wien
- 1997: Europalia, Galerie Fontainas, Brüssel
- 2008: Haus Konstruktiv, Museum für konkrete, konstruktive Kunst, Zürich
- 2008: Factory, Kunsthalle Krems, Krems[4]
- 2015: Biennale di Scultura in Acqua, in Piazza, in Aria, Villa Contarini, Piazzola sul Brenta, Padua (I)

## Filme
- 1991: Stephan Fillitz: ORF: Künstlerlexikon. 1,59 min.
- 2008: Stephan Fillitz: No Form Visible, Regie und Drehbuch Sami Ajouri, Interview: Luisa Fillitz; Produktion: OKTO, 56 min.
- 2010: Alpha Art mit Stephan Fillitz: Regie: Rosa Maria Plattner; Produktion ORF – Produktion; SteKo-Film im Auftrag des ORF. 20 min.

## Bibliographie (Auswahl)
- 1978: Plastik und Graphik. Neue Galerie am Landesmuseum Joanneum Graz; Text und Vorwort: Kurt Jungwirth und Willfried Skreiner. Graz
- 1987 Europalia: Une autre Alphabeth pour la Sculture. Galerie Fontainas A. S. B. L; Text: A.M. Hammacher (fr). Bruxelles
- 1996: Stephan Fillitz: Zeichnungen, Skulpturen, Design, Installationen, Schmuck; Österreichische Galerie Belvedere: Klappentext: Stephan Fillitz, Texte: Artur Rosenauer, Christa Lichtenstern, Carl Auböck, A.M. Hammacher (d/e) Wien
- 2007: Stephan Fillitz: No Form Visible. Factory, Kunsthalle Krems; Einleitung: Hartwig Knack, Text: Stephan Fillitz (d/e). Krems / Wien